# Josef Hassid
Josef Hassid (Suwałki, 28 dicembre 1923 – Epsom, 7 novembre 1950) è stato un violinista polacco.

## Biografia
Di origine ebraica, fu subito notato in positivo il suo vibrato e la sua grande capacità interpretativa, che portò Fritz Kreisler a dire: "Un violinista come Heifetz viene circa una volta ogni 100 anni, uno come Hassid ogni 200." Il pianista Gerard Moore parlò di Hassid come "probabilmente il più incandescente prodigio solo dopo Yehudi Menuhin, forse." Nel 1935 ricevette un diploma onorario al Wieniawski Competition a Varsavia e viaggiò con suo padre a Londra nel 1938. Tuttavia, l'inizio della Seconda guerra mondiale anticipò il suo ritorno in Polonia. A Londra egli registrò per His Master's Voice (HMV); oggi sono disponibili 8 brani:
- Hebrew Melody di Joseph Achron, eseguita, a parere unanime, in modo magistrale
- Humoreske di Antonín Dvořák
- La Capricieuse di Edward Elgar
- Meditation de Thais di Jules Massenet
- Caprice Viennois di Fritz Kreisler
- Playera di Pablo de Sarasate
- Zapateado di Sarasate
- Souvenir d'un lieu cher di Pëtr Il'ič Čajkovskij.

Nel 1941 fu ricoverato per la prima volta in un ospedale psichiatrico. Fu internato una seconda volta nel 1943 e gli fu diagnosticata una schizofrenia. In seguito fu lobotomizzato, ma l'operazione non ebbe esito positivo. Hassid contrasse la meningite e morì a soli 26 anni.